# Edward Harris
Edward Harris (7. září 1799 – 8. června 1863) byl americký farmář a ornitolog.
Harris se narodil jako syn farmáře poblíž Philadelphie. V roce 1824 se setkal s ornitologem Johnem Jamesem Audubonem, s kterým se blízce spřátelil. Přispěl mu také finančním obnosem na vydání slavné knihy Birds of America a účastnil se dvou jeho expedic. První se konala na jaře 1837 v Mexickém zálivu, druhá v roce 1843 podél řeky Missouri.
Audubon po něm pojmenoval káni Harrisovu.